# الحرباء (قصة قصيرة)
الحرباء (بالروسية: Хамелеон بالإنجليزية: The Chameleon) قصة قصيرة للكاتب الروسي أنطون تشيخوف نُشرت في الأصل في العدد 36 من مجلة أوسكولكي، بعنوان «مشهد صغير» صدرت عام 1884 في سبع صفحات. القصة تسخر من المجتمع المنافق.
يصور تشيخوف تعامل مفتش الشرطة مع حادث في السوق، حيث يعض كلب أصبع الصائغ ويتوعد المفتش بإنزال العقاب بصاحب الكلب، ثم يكتشف الناس، المجتمعين حول الصائغ المسكين، أن الكلب هو كلب شخصية مهمة في الحي، وهنا يختلف موقف المفتش وكأنه حرباء تغير لونها حسب الموقف.

## مقتطفات من القصة
«اتجه مفتش الشرطة أتشوميلوف فعبر ميدان السوق، مرتدياً معطف جديد، ويحمل في يده لفافة، ومن خلفه  يسير شرطي أحمر الشعر، ومعه غربال مملوء لحافته، بثمار علب الثعلب المصادرة، والسكون مخيم فلا أحد بالسوق، وتطل أبواب المتاجر المفتوحة على العالم بنظرة مثل الكلاب الجائعة، فلا يوجد بجوارها حتى الشحاتين».
كتب تشيخوف عن ضجة في السوق كان سببها الصائغ، واسترسل:
"تعرف أتشوميلوف، إلى ذلك الشخص وهو الصائغ خريوكين، وفي وسط الجمع يجلس المتسبب في هذه الضجة، جرو صيد أبيض، ذو أنف حاد وبقعة صفراء على ظهره، ماداً يديه الأماميتين وجسده كله يرتعش، وفي عينيه الدامعتين نظرة حزن ورعب. يسأل أتشوميلوف وهو يقتحم الحشد: بأي مناسبة أنتم هنا، ولماذا أنت هنا، وأنت لماذا إصبعك هكذا، ومن الذي صاح؟، فيشرع خريوكين في الكلام وهو يتنحنح ويقول: كنت سائراً يا صاحب المعالي، لا أمس أحد، وفجأة إذ بهذا الكلب الوغد ودون أي سبب، ينهش إصبعي، فيقول أتشوميلوف بصرامة: حسنًا، كلب من هذا؟، أنا لن أدع ذلك هكذا... إكتب محضراً، أما الكلب فينبغي إعدامه فوراً، لا بد أنه مسعور، إنني أسألكم كلب من هذا؟؟، فيقول شخص من الجمع: لابد إنه كلب الجنرال جيجالوف. ارتبك أتشوميلوف عند سماع اسم الجنرال.
يتواصل حوار الناس عن أصل الكلب، ويكتب تشيكوف:
"قال الشرطي: لا إنه ليس كلب الجنرال، ليس للجنرال كلب كهذا، إن كلاب الجنرال أهذب سلوكيا، فرد عليه أتشوميلوف: هل أنت متأكد؟، فرد الشرطي: متأكد يا صاحب المعالي، فرد عليه أتشوميلوف: أنا نفسي أعلم هذا، فكلاب الجنرال أصيلة... صدر صوت من الحشد يقول: ها هو طباخ الجنرال آتي، فلنسأله، ونادى عليه قائلًا: يا بروخور تعالى إلى هنا، انظر إلى هذا الكلب أهو كلبكم؟، فقال الطباخ: يا سلام، لم يكن أبداً لدينا كلاب مثله... ليس كلبنا، إنه كلب شقيق الجنرال الذي وصل من مدة، فجنرالنا لا يحب كلاب الصيد، أما أخوه فيحبها. ويسأل أتشوميلوف وقد فاض وجهه بالابتسامة المتأثرة: أحق وصل شقيق الجنرال بلاديمير ايفانتش، أنا لا أعلم، هل جاء للزيارة؟، قال الطباخ: نعم جاء للزيارة، فقال أتشوميلوف: أوحشه شقيقه، وأنا لا أعلم، إذا أنه كلبه فخذه، يا له من كلب شقي، هبش هذا من إصبعه. فأخذ الطباخ بروخور الكلب، ومضى به بعيداً عن الجمع، وضحك كل من في السوق على الصائغ خيروكين.

## نقد وتعليقات
كتبت رغد على مدونة غيوم: «القصة فكاهية جداً وكان لأسلوب المبالغة تأثيراً قوياً بالقصة ليعكس المأساة خلف الفكاهة، مثل ما ورد في القصة من ردات فعل المفتش (عندما يدفع الغرامة سيعرف ما معنى الكلاب وغيرها من الدواب الضالة ! سأريه العفاريت الزرق !) ووضح الكاتب كيف تتغير ردات فعل المفتش بين الحين والآخر وارتباكه، مما عكس الموقف لنا تماماً، وعكس أيضاً الحقيقة المرة أنه يضيع حق المظلوم بسبب الظالم، وعدم المساواة في المجتمع وأنه قائم على الطبقية والظلم والنفاق».
كتب موقع «ذي ماجزين» مقالة تحت عنوان «معنى عنوان قصة الحرباء» جاء فيها: «الحرباء هي تسمية لسلوك مشرف الشرطة أوخوميلوف، الذي يغير» لونه«- الموقع والسلوك - اعتمادًا على رتبة مالك الكلب. يتكيف الشرطي مع جميع الضباط المتفوقين لمصلحته الخاصة وبسبب الخوف الشديد من الأشخاص ذوي القوى العظمى. يستخدم مبدأ الحرباء من قبل بطل الرواية في المواقف الإشكالية حتى لا يفسد العلاقات مع الشخصيات الأكثر هيمنة والحفاظ على جلده».
كتب موقع صحيفة البعث: "طور تشيخوف شكل بناء الشخصية من التركيز الرومانسي إلى ما يعرف الآن بالشخصية الحديثة، وفي هذا يقول الناقد تشارلز ماي إن "قصر القصة القصيرة لا يسمح ببناء الشخصية من خلال نوع التفاعل الاجتماعي الكثيف خلال المدة النموذجية للرواية". وأدرك تشيخوف ذلك، فتجنب وصف آراء شخصياته، وترك مزاج الشخصيات أو مشاعرها تنقل حالاتها الداخلية. يقول الناقد "كونراد أيكن" إنه إذا وجد القارئ أن لدى الشخصيات أسلوب غريب في "التلاشي، فذلك لعدم السماح لنظرتنا إليهم بأن تكون خارجية ولو للحظة". ويضيف إننا عند قراءة تشيخوف، لم نعد ننظر إلى الشخصية بموضوعية، بل نبدأ في رؤيتها "كسلسلة رائعة وصادقة من الحالة المزاجية"، ومن ثم يصبح هذا المزاج ذاتياً، وننضم إلى حياة الشخصيات، بدل مراقبتها كمشهد.
سمّى الشاعر الإنكليزي توماس إليوت أسلوب العرض هذا بأنه «الارتباط الموضوعي»، وهو «حدث أو وصف يُروى بتفصيل ويفيد تجسيد العاطفة المطلوبة»، فعندما علم أخميلوف لأول مرة بحادثة عض الكلب لكريوكين، أعلن أنه سيعلم «الناس ألا تترك كلابها طليقة كيفما تشاء»، ويطلب في السطر التالي من الشرطي برفقته أن يكتشف من هو صاحب الكلب، ثم يصيح صوت من الجمع «أظن أنه كلب الجنرال جيغالوف»، فيطلب من الشرطي مساعدته في نزع معطفه.
مع عدم وجود تفسير سردي لتغيير أخميلوف لموقفه، يتحول الحوار التالي فجأة إلى إدانة لكريوكين: «لا بد أنك جرحت إصبعك بمسمار، وخطرت ببالك فكرة الحصول على تعويض، هكذا أنتم، أعرفكم أيها الشياطين». الحوار في حد ذاته، بدون السرد، كافٍ ليفهم القارئ تغير مزاج أخميلوف، والطريقة الوحيدة التي يُدخل بها تشيخوف صوته في قصصه هي استيحاؤها من تجاربه الشخصية.

## وصلات خارجية
https://www.qssas.com/story/6678 الحرباء (قصة قصيرة)
https://www.kobo.com/gr/en/ebook/a-chameleon الحرباء (قصة قصيرة)
https://www.goodreads.com/book/show/28823040 الحرباء (قصة قصيرة)
https://www.youtube.com/watch?v=cjUwgBGhpLA الحرباء (قصة قصيرة)